# Šesti križarski rat
Šesti križarski rat je naziv za vojni sukob vođen u razdoblju od 1228. do 1229. godine kojeg je predvodio car Svetog Rimskog Carstva Fridrik II. On je zaključio ugovor i desetogodišnje primirje sa sultanom Al-Kamilom prema kojem je Jeruzalemsko Kraljevstvo dobilo natrag Betlehem, Nazaret te cijeli Jeruzalem. Muslimanima su ostali Brdo hrama, Al-Aksa i Kupola na stijeni.

## Fridrik II. i pape
22. studenog 1220., njemačkog kralja Fridrika II. iz roda Staufer papa Honorije II. okrunio je za rimsko-njemačkog cara. Fridrik je zauzvrat papi obećao (peti) križarski pohod na Palestinu. Pohod je počeo 1228. godine. 
U to vrijeme je Fridrika uhvatila neka bolest pa je ostao u Otrantu. Kada je to čuo, papa Grgur IX. ga je ekskomunicirao, misleći da Fridrik priprema neku urotu protiv njega. Fridrik je prije odlaska u Svetu zemlju (početkom 1228.) poslao papi uvredljivo pismo navodeći da je upravo papa taj koji sabotira pohod. Kao odgovor na to, papa ga je ponovo ekskomunicirao. Potom mu oduzima Siciliju i južnu Italiju i okreće cijelu Europu protiv njega. Fridrik je zatim pokušao pregovarati s papom, ali je na kraju odlučio ignorirati ga te unatoč izopćenju plovi prema Akri.

## Borbe
Umjesto ravno prema Svetoj zemlji, Fridrik prvo plovi prema Cipru. Car je stigao s jasnom namjerom kako bi nametnuo svoj autoritet nad kraljevstvom. U međuvremenu umire al-Mu'azzam, a nasljeđuje ga sin an-Nasir Dawud na koga al-Kamil vrši jak utjecaj. U pregovorima Fridrik II. objašnjava Kamilu svoj položaj te mu priznaje kako nema dovoljno vojske da osvoji Jeruzalem. Njegove zemlje u Europi bile su u velikoj opasnosti, a mogao je da ih spasi samo velikim uspjehom u Svetoj zemlji.
Krajem studenog 1228. križari kreću iz Akkoa prema Jaffi. Kamil je tada razglasio kako križarska vojska donosi veliku opasnost i da mora započeti s pregovorima. Dana 29. veljače 1229. godine sklopljen je mir na 10 godina. Križari dobivaju Jeruzalem bez borbe. Jeruzalemsko Kraljevstvo je dobilo natrag i Betlehem i Nazaret. Muslimanima su ostali Brdo hrama, Al-Aksa i Kupola na stijeni.
Ovaj sporazum bio je velik potez obojice vladara; po prvi puta Jeruzalem biva podijeljen između dvije strane. Dana 1. svibnja 1229. godine Fridrik napušta Svetu zemlju u koju se više nije vraćao.

## Poveznice
- Peti križarski rat
- Sedmi križarski rat
- Fridrik II.